# الحملة الأدرياتيكية إبان الحرب العالمية الأولى
كانت الحملة الأدرياتيكية خلال الحرب العالمية الأولى حملة بحرية خاضتها قوى المركز ضد أساطيل بريطانيا العظمى وفرنسا ومملكة إيطاليا وأستراليا والولايات المتحدة المتمركزة في البحر الأبيض المتوسط.

## سمات

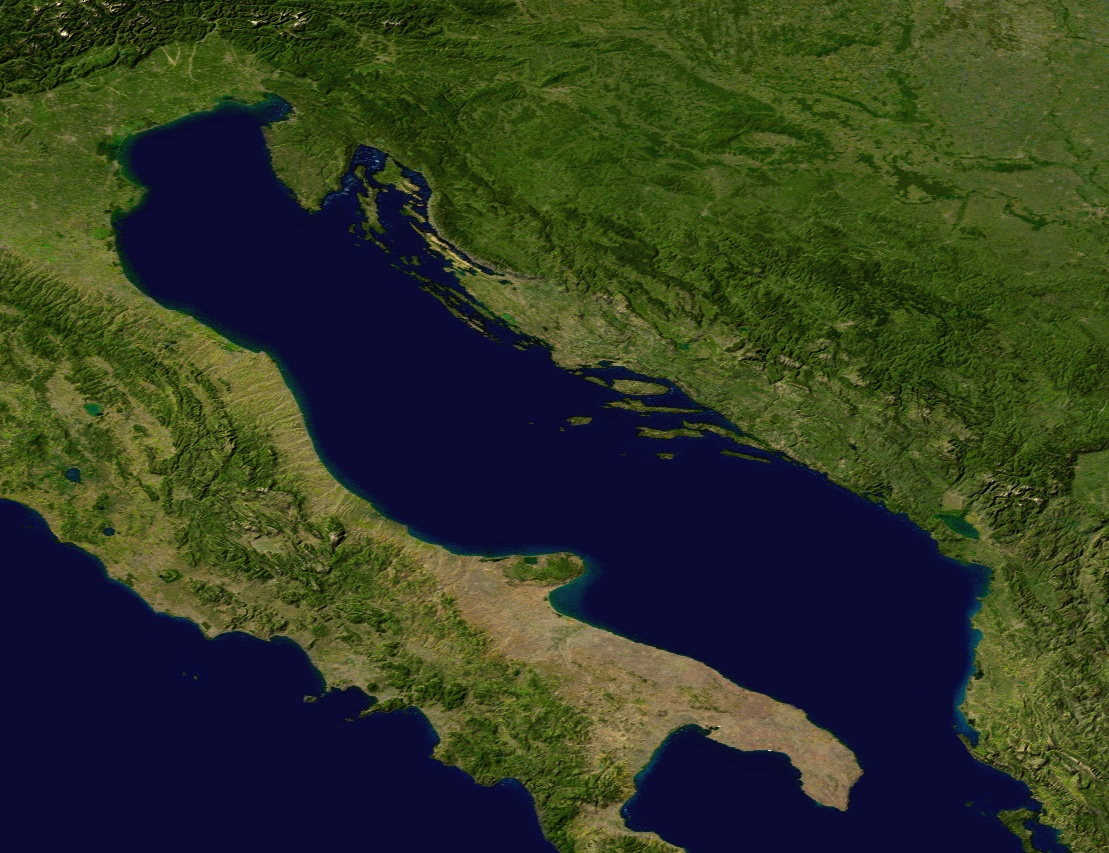
البحر الأدرياتيكي

شملت أولى الأعمال العسكرية البحرية في البحر الأدرياتيكي، خلال الحرب العالمية الأولى، وبشكل رئيس، القصف النمساوي المجري على الساحل الشرقي لإيطاليا، وغارات الغواصات الألمانية والنمساوية المجرية في البحر المتوسط التي تمت على نطاق أوسع.
اقتصرت تحركات قوات الحلفاء بشكل رئيس على حصار الأساطيل البحرية لقوى المركز في البحر الأدرياتيكي، ونجحت في حصار القوات المتمركزة على السطح، لكنها فشلت أمام الغواصات التي تمكنت من الوصول إلى الموانئ الآمنة واستطاعت دخول المنطقة والخروج منها بسهولة طيلة فترة الحرب. اعتُبرت هذه الحملة، نسبيًا، جزءًا ثانويًا من الأعمال الحربية البحرية خلال الحرب العالمية الأولى، لكنها أدت إلى حصار وتقييد عددٍ كبيرٍ من القوات.
كانت حملة الأدرياتيكي مهمة أيضًا لأنها الحرب الأولى التي استُخدم فيها سلاحان جديدان في الأعمال الحربية، وهذان السلاحان هما زورق الطوربيد الآلي الذي اخترعه لويجي ريزو واستطاع إغراق بارجة سانت إشتفان، والطوربيد البشري الذي اخترعه رافايللي روسيتي، والذي أغرق بارجة إس إم إس فيريبوس أونيتيس عام 1918.

## تاريخ

### 1914

#### بداية الحرب
في السادس من أغسطس عام 1914، وُقعت اتفاقية بحرية أنجلو فرنسية، منحت فرنسا قيادة العمليات البحرية في البحر المتوسط. وُضعت القوات البريطانية في المتوسط –والمؤلفة من طراد مدرع و4 طرادات خفيفة و16 مدمرة– تحت سيطرة الأسطول الفرنسي، وفُتحت القواعد البريطانية في جبل طارق ومالطا لاستقبال السفن الفرنسية.
بعد يوم واحد من إعلان فرنسا الحرب على الإمبراطورية النمساوية المجرية في 11 أغسطس، وصل أسطول فرنسي إلى مالطا تحت قيادة الاميرال أوغوستان بوي دو لابيرير. أمر الأميرال كافة السفن الفرنسية والبريطانية المتوفرة بالإبحار، ثم الاتجاه نحو البحر الأدرياتيكي واتخاذ أي إجراء يراه مناسبًا ضد الموانئ النمساوية. قرر لابيرير مفاجأة السفن النمساوية وفرض حصارٍ على مونتينيغرو. تألفت قوات الحلفاء الرئيسة من البارجتين الفرنسيتين كوربي وجان بار، والطراد جوريان دو لا غرافيير. احتفظ الحلفاء بأسطولين فرنسيين من بوارج ما قبل المدرعات، وأسطولين من الطرادات، و5 أساطيل من المدمرات، بهدف توفير الدعم. تألفت مجموعة الدعم البريطانية من طرادين مدرعين و3 فرقٍ من المدمرات. نجحت القوات الأنجلو فرنسية في فصل الطراد الخفيف النمساوي المجري القديم إس إم إس زينتا عن مدينة بار، وإغراقه في السادس عشر من أغسطس خلال معركة أنتيفاري.
خلال معظم أواخر شهر أغسطس، اقتصرت معظم الأعمال الحربية للسفن النمساوية على قصفٍ بسيطٍ للقوات الصربية وقوات الجبل. في 9 أغسطس، قصفت سفينة إس إم إس مونارك، التي تنتمي لبوارج ما قبل المدرعات، محطة إذاعة فرنسية في بودفا، بينما قصفت المدمرة إس إم إس بانتر جبل لوفتشن. في 17 أغسطس، قصفت مونارك محطة إذاعة في الجبل الأسود قبالة مدينة بار، ثم قصفت محطة أخرى قبالة نقطة فولوفيتسا في 19 أغسطس. في تلك الأثناء، قصف أسطول فرنسي القوات النمساوية المتمركزة في شبه جزيرة بريفلاكا.
حاولت قوات فرنسا والجبل الأسود التسبب بفوضى في كاتارو خلال أشهر سبتمبر وأكتوبر ونوفمبر من عام 1914، وأُرسل طلبٌ لاستدعاء البحرية الملكية والإمبراطورية التابعة لإمبراطورية النمسا والمجر إلى هناك أيضًا، ما أدى إلى هزيمة ساحقة للحلفاء.
أمضى الفرنسيون والنمساويون أغلب وقتهم يجهزون الألغام بكثرة على طول المياه الضحلة للبحر الأدرياتيكي. جُهّزت الألغام بواسطة المدمرات على الأرجح، وفي أوقات الليل. اصطدمت عدة سفن بخارية بتلك الألغام ما أدى إلى غرقها أو تضررها.